# Маріан Колл
Маріан Колл (англ. Marian Call; нар. 24 лютого 1982, Гіг-Харбор, Вашингтон, США) — американська фольк-співачка та авторка-виконавиця. Народилася у штаті Вашингтон, наразі мешкає та працює у місті Джуно штату Аляска. Свій дебютний студійний альбом «Vanilla» випустила у 2007. Відома своїми піснями, які фокусуються на тематиці ґік-культури, та виході до популярності через інтернет та соцмережі.

## Життєпис
Маріан Колл народилася 24 лютого 1982 у містечку Гіг-Харбор штату Вашингтон. У 2004 закінчила Стенфордський університет із дипломом бакалавра у вокальному виконанні та музичному композиторстві.

## Дискографія
- Vanilla (2007)
- The Song of the Month Project (2008)
- Got to Fly (2008)
- Something Fierce (2011)
- Marian Call: Live in Europe (2013)
- Sketchbook (2013)
- Question Bedtime (2014) – запрошений вокал репера MC Frontalot
- Marian Call Sings the Classics, vol. I (2014)
- Yippee Ki Yay (2014)
- Marian Call Sings the Classics, vol. II (2015)
- Standing Stones (2017)